# Xylena unicolor
Xylena unicolor là một loài bướm đêm trong họ Noctuidae.